# Carlos García Palermo
Carlos Horacio García Palermo (La Plata, 2 dicembre 1953) è uno scacchista argentino naturalizzato italiano, Grande maestro, è stato dal luglio 2017 al gennaio 2021 commissario tecnico della nazionale italiana femminile di scacchi.

## Carriera scacchistica
Nel 1970 destò sensazione la sua vittoria contro Fischer in una simultanea che quest'ultimo tenne a La Plata dopo il termine del torneo Buenos Aires 1970.
Divenuto Maestro Internazionale nel 1981 e Grande maestro nel 1985, in quell'anno partecipò per l'Argentina al primo campionato del mondo a squadre di Lucerna, e il successivo alle Olimpiadi di Dubai, entrambe le volte in terza scacchiera. Alle Olimpiadi degli scacchi del 1986 di Dubai giocate per l'Argentina vinse 4 partite, 5 patte e 2 sconfitte.
Vinse due volte il prestigioso Capablanca Memorial: nel 1986 a L'Avana (alla pari col peruviano Julio Granda Zúñiga), e nel 1987 a Camagüey (alla pari col messicano Denis Verduga)
Nel 1990 ha vinto in occasione del Premio Konex il Diploma al Mérito - Ajedrez .
Divenuto italiano, partecipò di nuovo alle Olimpiadi: nel 1992 a Manila (in prima scacchiera) e nel 2006 a Torino (in seconda), vincendo nelle due edizioni 5 partite, pareggiandone 4 e perdendone 9.
Nel 2004 partecipò al campionato del mondo FIDE di Tripoli, ma venne eliminato al primo turno da Ye Jiangchuan.
Ha vinto tre volte il campionato italiano a squadre: nel 2005 a Senigallia col circolo ADS Vestina di Penne (in prima scacchiera), nel 2008 ad Arvier e nel 2016 a Civitanova Marche, sempre con il circolo "Robert Fischer" di Chieti.
Tra gli altri risultati di torneo, da ricordare i primi posti a Bayamo nel 1983, a Forlì (alla pari con Granda Zuniga) nel 1988, a Madrid e Cañete nel 1994. Nel 1985 fu terzo al forte "Rubinstein Memorial" di Polanica-Zdrój.
Ha raggiunto il proprio record Elo nel gennaio 1986 con 2550 punti, 39º al mondo e primo tra gli argentini .
A partire dal 2013 detiene il titolo di FIDE Trainer, dal 1º luglio 2017 è Commissario Tecnico della nazionale italiana femminile di scacchi .
Nell'aprile 2018 a Wałbrzych vince con l'Italia l'European Senior Team Chess Championship over 50 .. Il suo 2018 continua in modo molto positivo, dopo essersi fatto valere nella prima parte nel CIA 2018 di Salerno (5 vittorie nelle prime 6 partite), continua il suo ottimo momento di forma, vince in dicembre a Londrina, il 5º Memorial Hercilio Ermel , imbattuto con 6,5 punti su 7, superando per spareggio tecnico lo storico Grande Maestro brasiliano Henrique Mecking.
Nel marzo 2019 a Buenos Aires vince il torneo Legislatura Porteña Copa Norberto La Porta con 8 punti su 9, superando per spareggio tecnico il Grande Maestro argentino Andres Carlos Obregon .